# Rüdiger Abramczik
Rüdiger Abramczik (Gelsenkirchen, 18 febbraio 1956) è un allenatore di calcio ed ex calciatore tedesco, di ruolo attaccante.

## Palmarès

### Giocatore

#### Competizioni nazionali
- Coppa di Turchia: 1

Galatasaray: 1984-1985

### Allenatore

#### Competizioni nazionali
- Campionato bulgaro: 1

Levski Sofia: 2000-2001
- Campionato lettone: 1

Metalurgs Liepaja: 2001